# Il professor Baltazar
Il professor Baltazar (Profesor Balthazar) è una serie a cartoni animati. Il suo protagonista è un vecchio scienziato e inventore, il professor Balthazar.
La serie fu creata per la televisione dall'animatore croato Zlatko Grgić allo studio Zagreb Film.
Il personaggio del professor Balthazar apparve per la prima volta in un film d'animazione realizzato nel 1967 da Grgić, intitolato L'inventore (noto anche come: L'inventore delle scarpe). Visto il successo ottenuto, nacque l'idea della serie di brevi cartoni animati.
La trama-base di un episodio è quella di una persona con un problema che viene risolto dal gentile e geniale professor Baltazar con una sua invenzione surreale, ad esempio scarpe volanti. L'ambientazione è in genere una città di fantasia, con le caratteristiche architettoniche delle città mitteleuropee, ma dipinta a colori pastello.
Tra il 1967 e il 1978 furono prodotti cinquantanove episodi, della durata tra i cinque e i dieci minuti circa. I dialoghi sono assenti (i primi episodi sono muti, in quelli successivi subentra una voce narrante), il tutto è accompagnato dalla musica, orecchiabile a cominciare dalla sigla. I credits sono in croato e inglese.
Oltre che nelle altre Repubbliche della Jugoslavia, la serie è arrivata in vari paesi, tra cui Danimarca, Finlandia, Italia, Paesi Bassi, Norvegia, Portogallo, Svezia, Iran, Stati Uniti e Australia.
In Italia la serie è stata trasmessa dalla Rai a partire dal 1971 (in lingua italiana gli episodi sono stati trasmessi anche dalla TV Svizzera Italiana e da TV Koper - Capodistria); nel 2011 i cinquantanove episodi sono stati restaurati da Predrag Radanović e dalla DVDlab, e pubblicati in DVD.

## Doppiaggio
| Personaggio   | Doppiatore originale                                                    | Doppiatore italiano |
| ------------- | ----------------------------------------------------------------------- | ------------------- |
| Voce narrante | Zlatko Crnković (1ª voce) Erik Schumann (2ª voce) Nada Agbaba (3ª voce) | Loredana Scaramella |